# Clarence Geldart

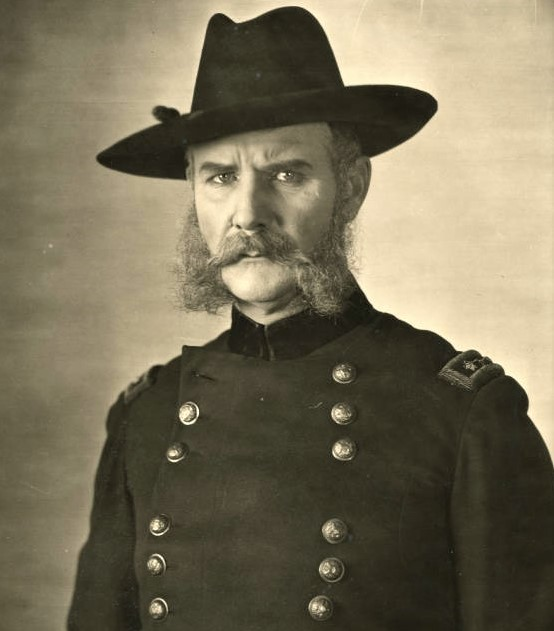
Geldart en Held by the Enemy (1920)

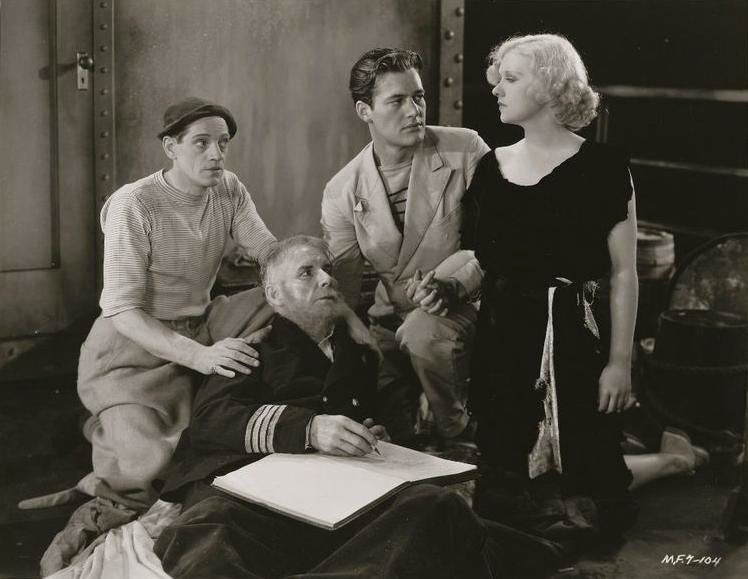
Izq. a der.: Eddie Borden, Clarence Geldart, Charles Starrett y Anita Page en Jungle Bride (1933)

Clarence Geldart (9 de junio de 1867 – 13 de mayo de 1935) fue un actor cinematográfico de origen canadiense. 

## Biografía
Nacido en Nuevo Brunswick, Canadá, fue también conocido por los nombres C.H. Geldart y Charles H. Geldart.
Instalado en los Estados Unidos, Clarence Geldart debutó como actor teatral y actuó en el circuito de Broadway en dos piezas con Richard Mansfield en los papeles titulares, Enrique V (de William Shakespeare en 1900) y en Monsieur Beaucaire (a partir de Booth Tarkington en 1901-1902). A lo largo de su carrera actuó en un total de 127 filmes rodados entre 1915 y 1936. 
Clarence Geldart falleció en 1935 en Calabasas, California, a causa de un infarto agudo de miocardio.

## Filmografía

### Actor (selección)

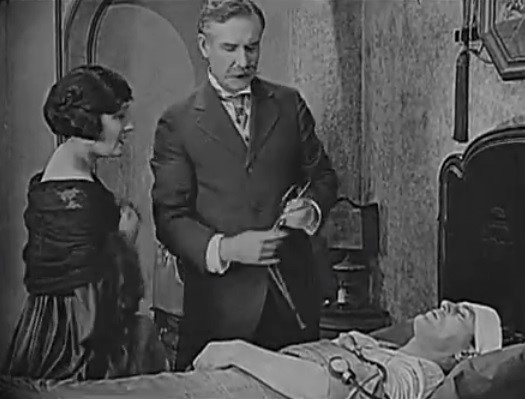
Con Gloria Swanson y Thomas Meighan (acostado) en Why Change Your Wife? (1920)

- 1915 : Jordan Is a Hard Road, de Allan Dwan
- 1916 : The Fall of a Nation, de Thomas Dixon, Jr.
- 1917 : The Little American, de Cecil B. DeMille y Joseph Levering
- 1917 : The Golden Fetter, de Edward LeSaint
- 1918 : The Hidden Pearls, de George Melford
- 1918 : The Squaw Man, de Cecil B. DeMille
- 1919 : Captain Kidd, Jr., de William Desmond Taylor
- 1919 : Johnny Get Your Gun, de Donald Crisp
- 1919 : Don't Change Your Husband, de Cecil B. DeMille
- 1919 : Maggie Pepper, de Chester Withey
- 1919 : Everywoman, de George Melford
- 1920 : Crooked Streets, de Paul Powell
- 1920 : Held by the Enemy, de Donald Crisp
- 1920 : The Prince Chap, de William C. deMille
- 1920 : The Fourteenth Man, de Joseph Henabery
- 1920 : Why Change Your Wife?, de Cecil B. DeMille
- 1920 : Always Audacious, de James Cruze
- 1921 : The Great Moment, de Sam Wood
- 1921 : All Soul's Eve, de Chester M. Franklin
- 1921 : The Lost Romance, de William C. deMille
- 1922 : Rent Free, de Howard Higgin
- 1923 : Una mujer de París,  de Charlie Chaplin
- 1923 : Richard the Lion-Hearted, de Chester Withey
- 1923 : Adam's Rib, de Cecil B. DeMille
- 1924 : North of 36, de Irvin Willat
- 1925 : The Bandit's Baby, de James Patrick Hogan
- 1926 : Hands Across the Border, de David Kirkland
- 1927 : Dress Parade, de Donald Crisp
- 1929 : The Thirteenth Chair, de Tod Browning
- 1929 : The Unholy Night, de Lionel Barrymore
- 1931 : Daddy Long Legs, de Alfred Santell
- 1932 : Emma, de Clarence Brown
- 1932 : Thirteen Women, de George Archainbaud
- 1933 : The Man from Monterey, de Mack V. Wright
- 1933 : Notorious but Nice, de Richard Thorpe
- 1933 : Jungle Bride, de Harry O. Hoyt y Albert H. Kelley
- 1933 : Broken Dreams, de Robert G. Vignola
- 1934 : Twentieth Century, de Howard Hawks
- 1934 : El pan nuestro de cada día, de King Vidor
- 1934 : El conde de Montecristo, de Rowland V. Lee
- 1934 : María Galante, de Henry King
- 1935 : Mississippi, de Wesley Ruggles y A. Edward Sutherland
- 1936 : Go-Get-'Em, Haines, de Sam Newfield

### Director (íntegra)
- 1923 : Wasted Lives
- 1925 : My Neighbor's Wife